# Canone di bellezza

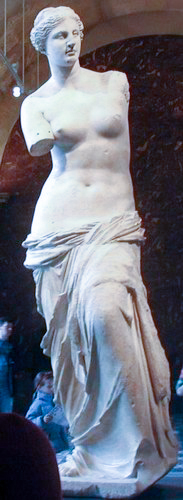
La Venere di Milo, una delle più note idealizzazioni della bellezza

Il canone di bellezza è l'ideale estetico riguardante il corpo che viene riconosciuto da buona parte della società, strettamente legato all'epoca e alla situazione culturale, economica e sociale di un popolo. Raccoglie le migliori e più desiderabili caratteristiche di bellezza fisica. Tale canone si è espresso in varie forme nella storia e tramandato attraverso le espressioni artistiche.
In questa voce viene trattato esclusivamente il canone di bellezza che riguarda l'essere umano. Per una trattazione più ampia vedi le voci canone (arte), bellezza e bello.

## Storia

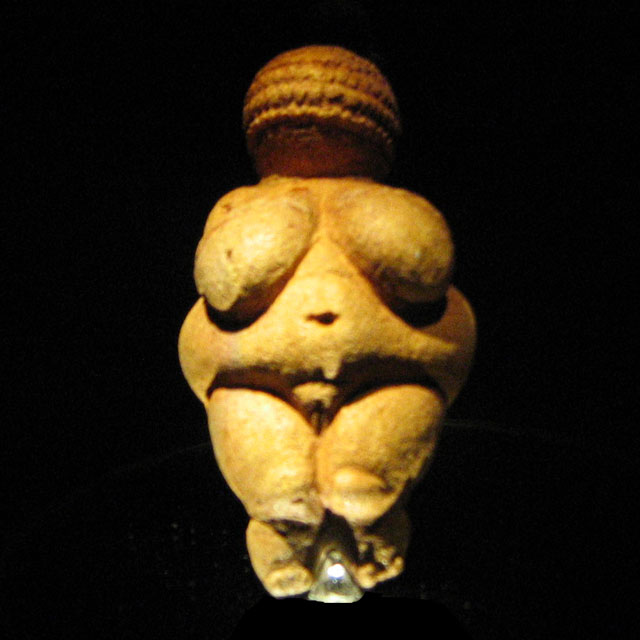
Venere di Willendorf (Paleolitico)

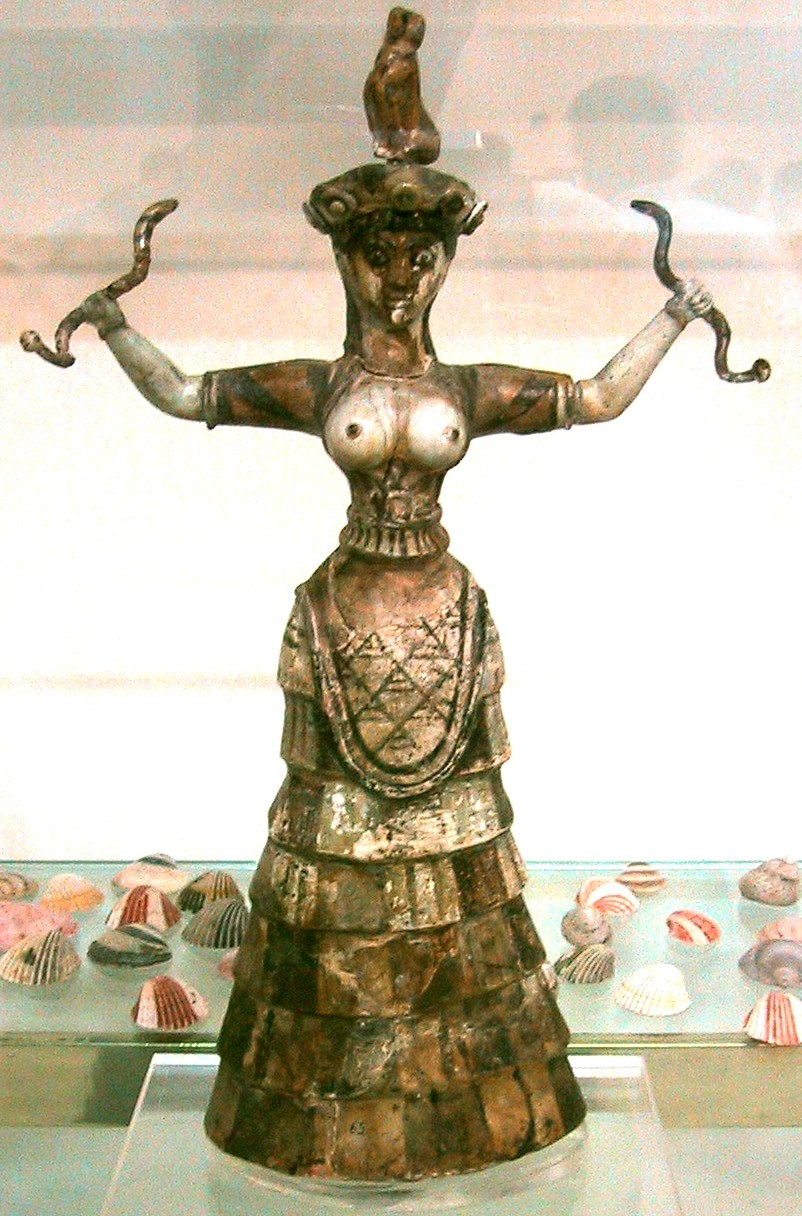
La dea dei serpenti (Creta, II millennio a.C.)

Da quando nacque l'arte gli uomini cercarono delle forme e misure ideali da attribuire alle figure da creare.
Della preistoria abbiamo molte rappresentazioni della Venere primitiva, in genere statuette, dove il volto della donna era appena abbozzato, mentre le forme tipiche della femminilità, il seno e soprattutto i fianchi e il ventre, erano esageratamente evidenziati, e quindi rigonfi, per valorizzare essenzialmente la funzione materna della donna.

### Il canone nell'arte greca classica

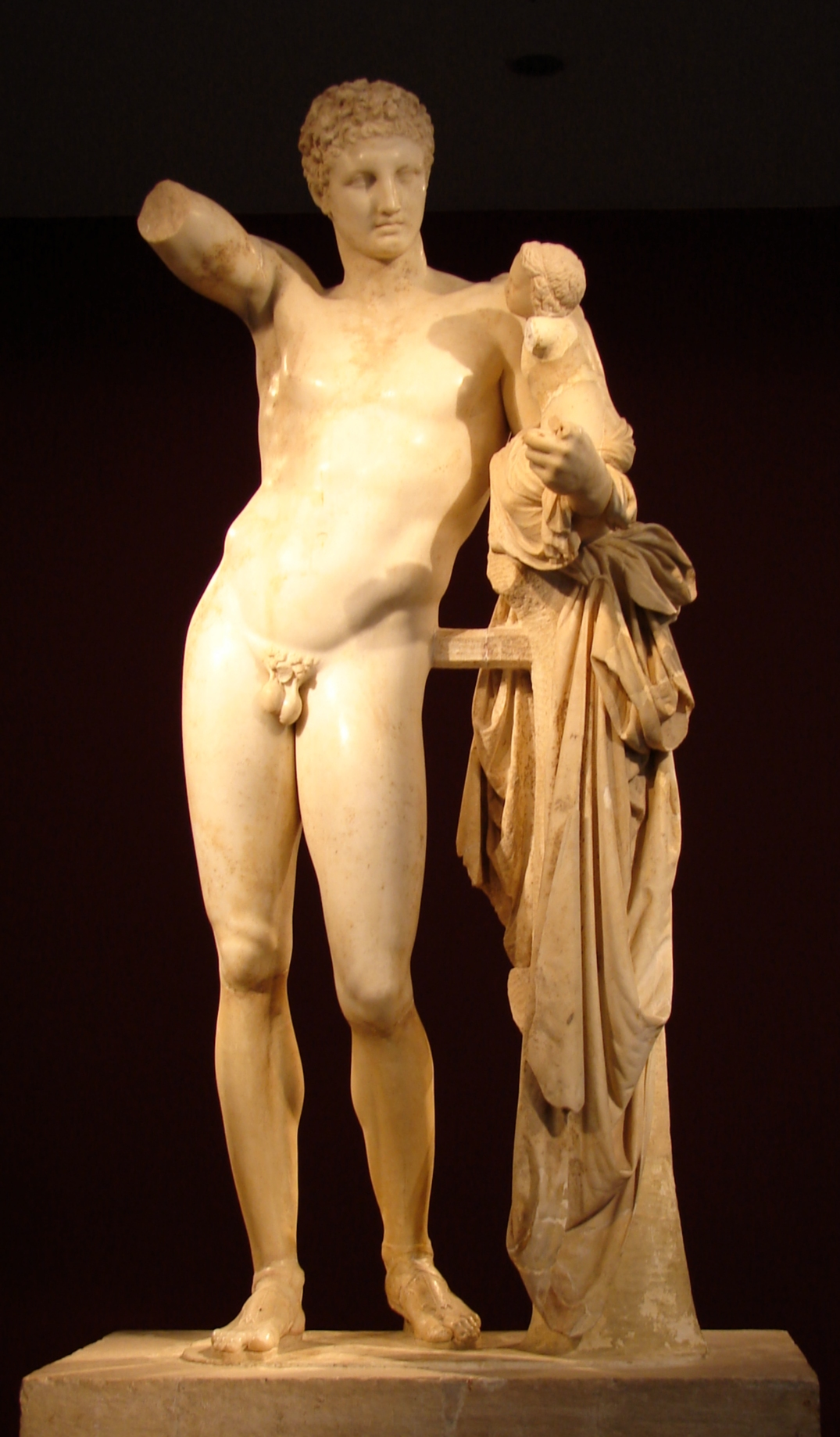
Hermes con Dioniso di Prassitele

Il primo a giungere alla creazione di un canone di bellezza fu lo scultore greco del primo periodo classico Policleto di Argo (V secolo a.C.) che, dopo aver preso le misure di diverse parti del corpo ad un certo numero di uomini, arrivò a definire delle misure medie, imponendole come ideali. Policleto scolpisce dunque un corpo ideale, ma possibile, le cui proporzioni sarebbero desunte dalla natura. Dopo questi studi Policleto scrive un trattato (Il Canone, dal greco kanon cioè "regola" in cui descrive le perfette proporzioni del corpo umano), oggi perduto.

### Medioevo

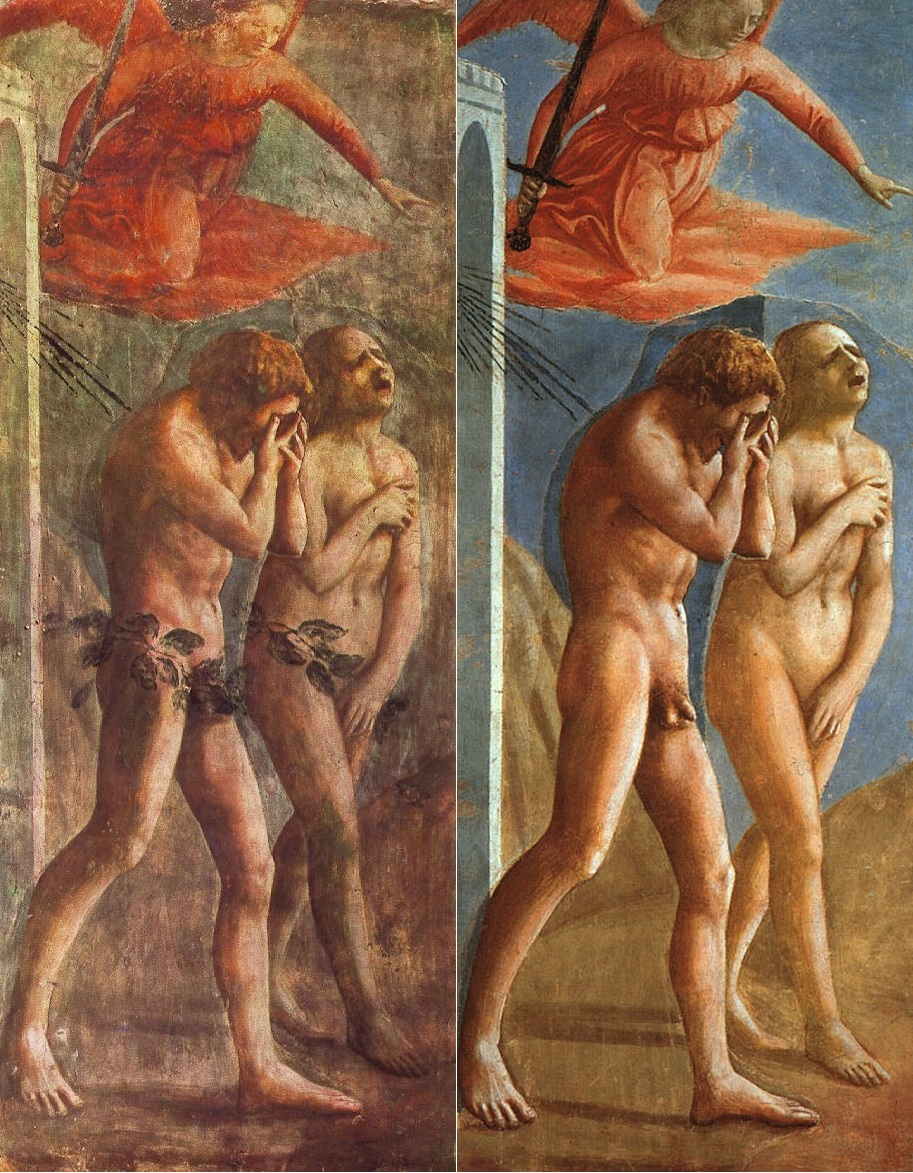
La Cacciata dei progenitori (prima e dopo il restauro) di Masaccio (Firenze, Cappella Brancacci, 1424)

L’ideale di bellezza nel Medioevo era un concetto molto particolare. A quei tempi infatti la donna era considerata bella in base a due elementi: la sua figura doveva essere esile e la sua pelle estremamente candida, quasi pallida. Per renderla tale infatti la donna medievale la idratava con acqua di rose. I suoi capelli erano biondi e lunghissimi, la figura stretta, la fronte alta, gli occhi azzurri o grigi e la bocca rosea.
I lunghi capelli venivano trattati con shampoo a base di zolfo o miele, e se non erano chiari naturalmente venivano schiariti al sole o con dell’aceto. Spesso però si tingevano anche con una particolare tintura fatta di corteccia di sambuco, zafferano, ginestre e tuorlo d’uovo. Se non li portavano sciolti le fanciulle medievali raccoglievano i loro capelli nella classica pettinatura dell’epoca detta “a cono”. Il seno non  era simbolo di bellezza e seduzione: era piccolo e spesso stretto in una fascia, al contrario il ventre veniva messo spesso in evidenza ricorrendo a imbottiture sotto ai vestiti. Per curare la pelle si ricorreva, già durante il Medioevo, al peeling utile per combattere l’acne, spesso effettuato con delle cipolle. Anche la depilazione era importante: le donne infatti eliminavano i peli dal corpo utilizzando arsenico e calce viva.
In quest'epoca la bellezza fisica era pure rappresentata solo come attributo della Madonna e dei santi. In particolare la bellezza maschile non era attributo valorizzato come nel periodo classico. Il corpo viene nascosto da strati di abiti, ampiamente panneggiati quasi a celarne la vera forma. Sono  rappresentati nudi solamente Adamo ed Eva o il Cristo in croce i cui corpi esprimono la sofferenza legata al peccato.

### Rinascimento
(Agnolo Firenzuola, 1578)

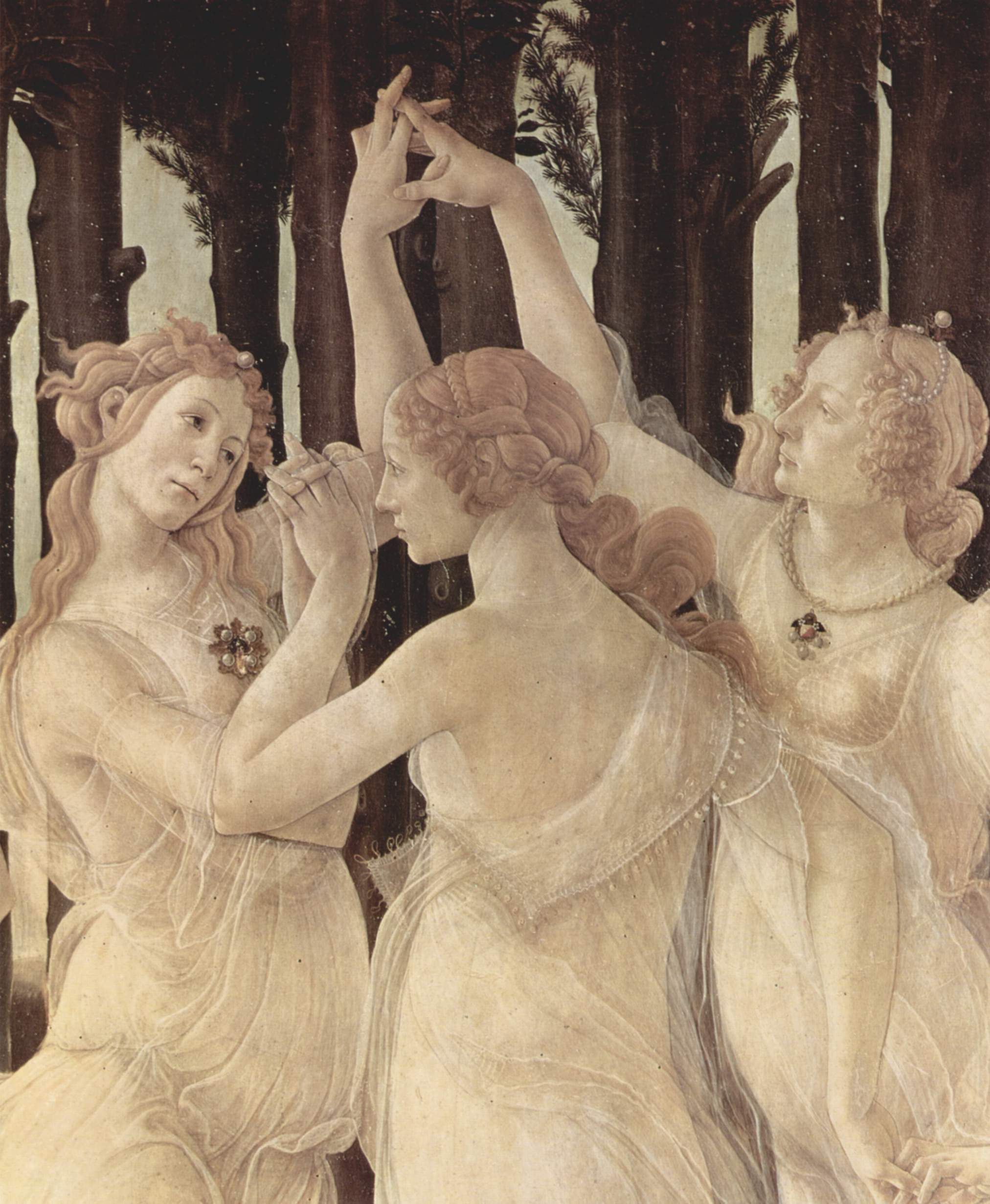
Le tre Grazie, dettaglio da La Primavera (Botticelli) (seconda metà del XV secolo)

Nel periodo rinascimentale si ebbe la riscoperta del corpo come oggetto positivo, incentrata soprattutto sulla donna, che appare florida e portatrice di gioia, ispiratrice dell'amor cortese. Il maschio è rappresentato solitamente in maniera più realistica, meno idealizzata, infatti la ritrattistica ebbe una decisa ripresa.

### Primo Novecento
Negli anni trenta ragioni sociali favorirono l'affermarsi di un modello di bellezza femminile più atletico, caratterizzato dalla vita stretta e dai capelli corti che sottolineano l'esile collo, come vediamo nei quadri di Tamara de Lempicka.

### Secondo dopoguerra

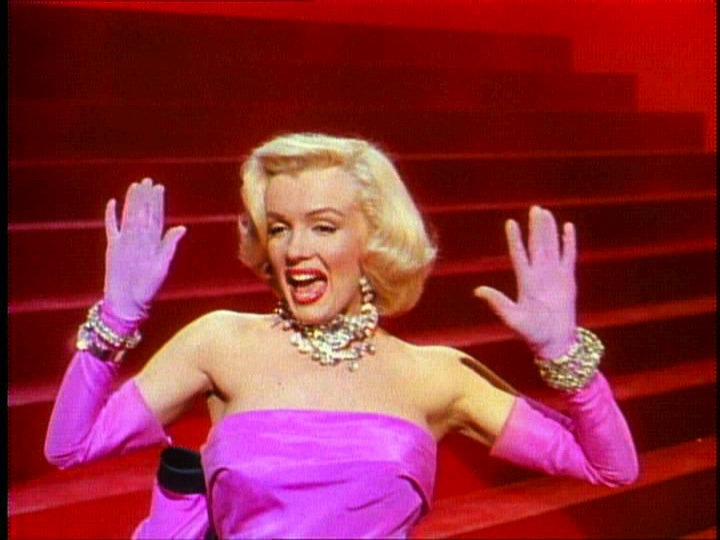
Marilyn Monroe

Nel secondo dopoguerra, dopo che miseria, distruzione e morte avevano dilagato, ritorna un ideale di donna barocca estremamente femminile con forme procaci evidenziate da generose scollature che prende il nome di pin-up. Negli anni successivi si affianca il modello Twiggy, indossatrice della fine degli anni sessanta famosa per la sua magrezza e il volto da bambina.